# Mariusz Kulczykowski
Mariusz Jan Kulczykowski (ur. 6 sierpnia 1932 w Radoszycach, zm. 8 maja 2018) – polski historyk, profesor Uniwersytetu Jagiellońskiego

## Życiorys
W 1955 ukończył studia na Uniwersytecie Jagiellońskim, tam w 1963 obronił pracę doktorską. Po wydarzeniach marca 1968 został mianowany docentem (tzw. docentem marcowym), chociaż nie posiadał habilitacji. Stopień doktora habilitowanego uzyskał w 1972. W latach 1972–1980 był dziekanem Wydziału Filozoficzno-Historycznego UJ. W 1978 otrzymał tytuł profesora. 
W latach 1981–1991 był przewodniczącym Komitetu Badania Polonii PAN.
Pod koniec lat 60. był I sekretarzem Komitetu Uczelnianego PZPR na Uniwersytecie Jagiellońskim. Oznaczony był Krzyżem Oficerskim i Krzyżem Kawalerskim Orderu Odrodzenia Polski, Złotym Krzyżem Zasługi, Medalem Komisji Edukacji Narodowej, Złotą odznaką za pracę społeczną dla Miasta Krakowa, Złotą Odznaką ZNP, Medalem „Polonia z Macierzą”. Pochowany został na Cmentarzu komunalnym w Kołobrzegu.